# Gli eroi di Fort Worth
Gli eroi di Fort Worth è un film del 1965 diretto da Alberto De Martino con lo pseudonimo "Herbert Martin".

## Trama
Il film prende spunto da un episodio della guerra di secessione, che ha per sfondo Fort Worth, un posto fortificato, isolato al confine del Messico e per protagonisti, da una parte, il 7° Cavaleggeri e dall'altra un gruppo di superstiti delle armate sudiste. Infiltrandosi al di là delle linee nemiche, un maggiore sudista convince un capo indiano Apache ad affiancarlo nella lotta contro i nordisti di stanza al forte. Il piano del maggiore consiste nel far credere agli avversari che i pellerossa sono amici, per poi, al momento opportuno, attirare i nordisti in un tranello e fare un massacro. Alla fine, il 7° Cavaleggeri riesce a sgominare tutta la banda del maggiore.